# Banca Popolare Svizzera
La Banca Popolare Svizzera (in francese: Banque populaire suisse; in tedesco: Schweizerische Volksbank) è stata una banca svizzera.
Fu per lungo tempo la quarta banca svizzera dopo l' Unione di Banche Svizzere, il Credit Suisse e la Società di Banca Svizzera. 

## Storia
La Banca Popolare Svizzera fu fondata nel 1869 a Berna col nome di Volksbank, secondo lo schema delle banche popolari, come cooperativa di piccoli imprenditori e risparmiatori.
Nel 1881, avendo allargato il territorio di attività, prese il nome di "Banca Popolare Svizzera".
Nel 1930 era diventata la seconda più importante banca svizzera, tuttavia nel 1933 l'istituto dovette essere "salvato" dalla Confederazione.
La crisi immobiliare degli anni Novanta erose il capitale sociale e la banca dovette essere rilevata dal Crédit Suisse nel 1993.